# Elektronik-Pass
Der Elektronik-Pass wurde im Herbst 1969 vom Heinz-Piest-Institut für Handwerkstechnik an der Universität Hannover (HPI) als bundeseinheitliches Fortbildungssystem für das Handwerk eingeführt. Als gleichwertig kann das von den Industrie- und Handelskammern des DIHT kurz darauf eingeführte Elektronik-Zertifikat angesehen werden, da die Lerninhalte in weiten Teilen übereinstimmen.
Der Elektronik-Pass war von Anfang an als ein ergänzender Fortbildungsnachweis für Elektroberufe konzipiert. Alle Kurse werden nach bundeseinheitlichen Richtlinien durchgeführt. HPI bietet für alle Kurse Unterrichtsmaterial in Form von Fragenkatalogen und Begleitbüchern an. Bundesweit gibt es über 200 Schulungsstätten, die den Elektronik-Pass  als Fortbildungsmaßnahme nach den Richtlinien von HPI anbieten.

## Lehrgänge
- Teil I:

Elektrotechnische Grundlagen der Elektronik, etwa 160 Unterrichtseinheiten
Physikalische und mathematische Grundlagen,
Elektrotechnische Grundlagen,
Der einfache Stromkreis,
Der erweiterte Stromkreis,
Spannungsquellen,
Das elektrische Feld,
Das magnetische Feld,
Zusammenwirken von Wirk- und Blindwiderständen,
Messtechnik,
Gefahren des elektrischen Stromes,
Abschlussprüfung.
- Teil II:

Bauelemente und Grundschaltungen der Mikroelektronik, etwa 100 Unterrichtseinheiten
Halbleiterdioden,
Bipolare Transistoren,
Feldeffekt-Transistoren,
Operationsverstärker,
Sensoren,
Lichtemittierende Fotohalbleiter, Lichtwellenleiter und Anzeigeeinheiten,
Logische Schaltungen und Signalspeicher,
Thyristoren,
Abschlussprüfung.
- Teil III:

Baugruppen der Mikroelektronik, etwa 160 Unterrichtseinheiten
Verstärkerschaltungen,
Kippstufen und Signalgeneratoren,
Regelungstechnik,
Versorgungsschaltungen,
Digitalschaltungen,
Übertragungsverfahren,
Mikroprozessortechnik,
Abschlussprüfung.

## Fachlehrgänge
- Teil IV A: Leistungselektronik, etwa 120 Unterrichtseinheiten
- Teil IV B: Mess- und Regelungstechnik, etwa 120 Unterrichtseinheiten
- Teil IV C: Mikrocomputer, etwa 80 Unterrichtseinheiten
- Teil IV D: Digitale Steuerungstechnik, etwa 80 Unterrichtseinheiten
- Teil IV E: Computergestützte Steuerungstechnik, etwa 80 Unterrichtseinheiten
- Teil IV F: Mikrocontroller und GAL, etwa 80 Unterrichtseinheiten